# 岩茸石山
岩茸石山（いわたけいしやま）は東京都青梅市・西多摩郡奥多摩町の境目の奥多摩山域にある標高793mの山。

## 概要
惣岳山、高水山、岩茸石山を併せて高水三山といい、奥多摩地域の登山の「入門編」とも言われる。多摩川沿いから上がっていくと、棒ノ折山（の稜線）をピークに、向こう側は奥武蔵の地、荒川水系入間川の流域である。山腹に、升が滝という滝がある。

## ギャラリー

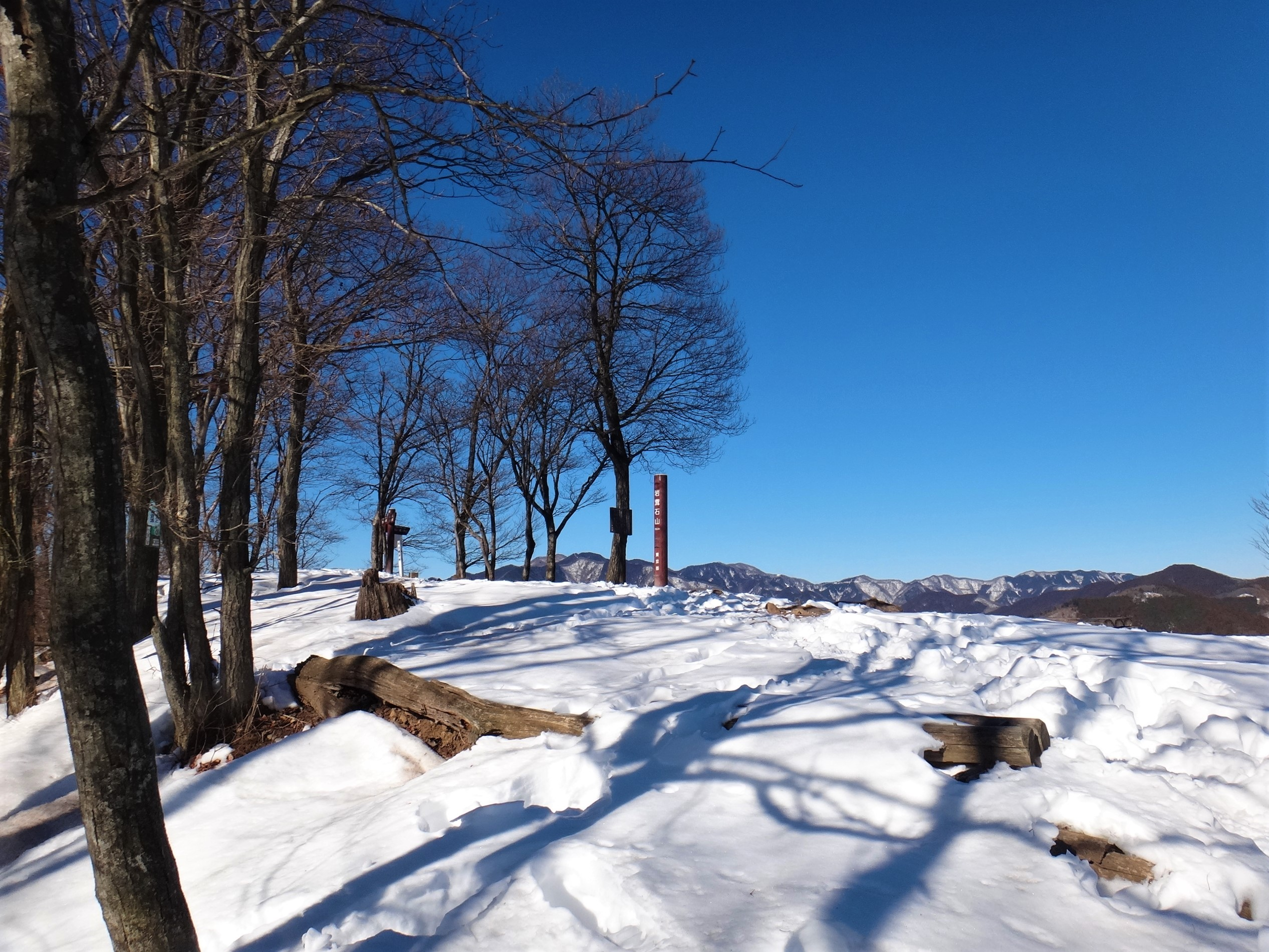
冬の岩茸石山
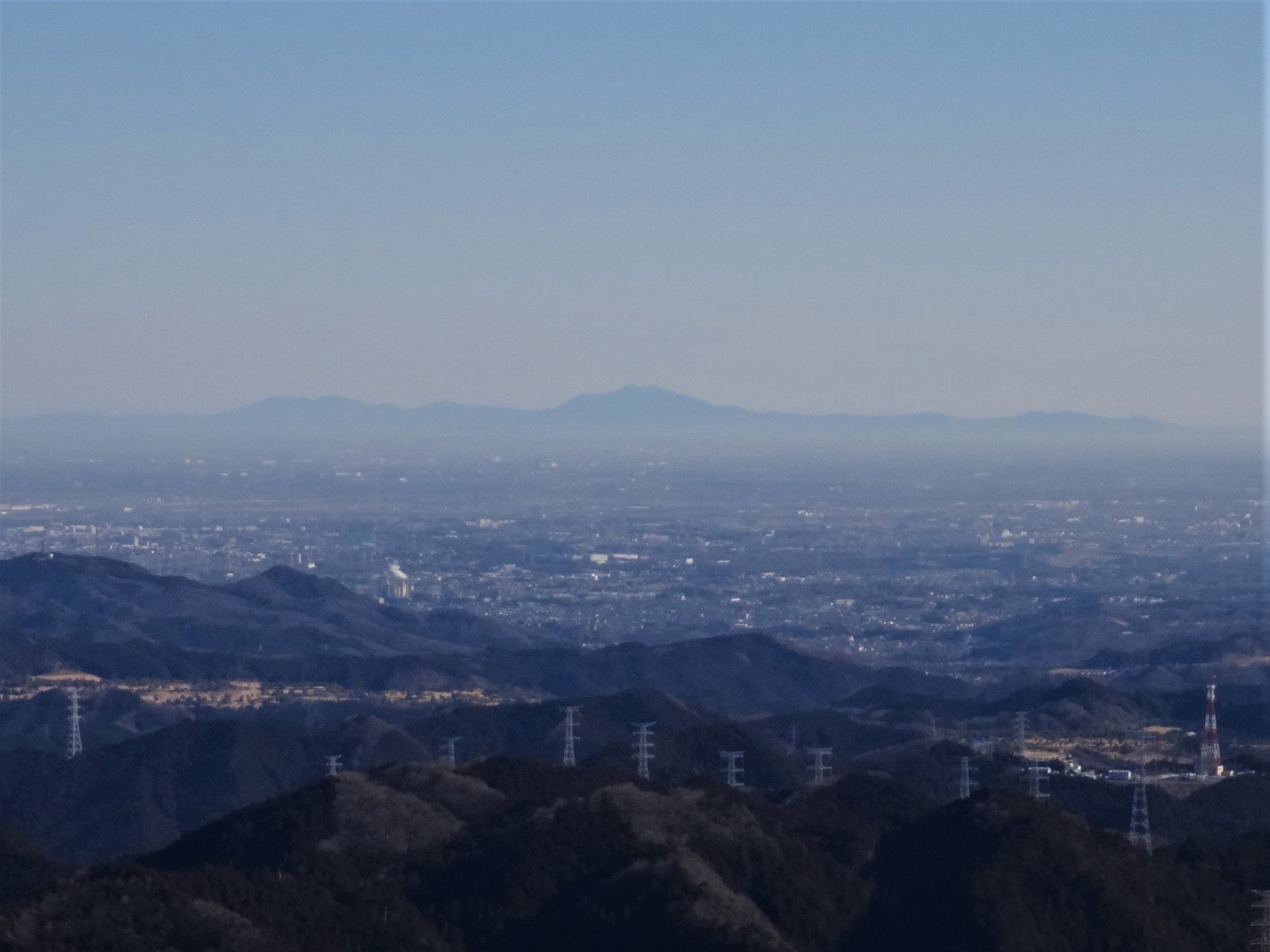
岩茸石山から筑波山
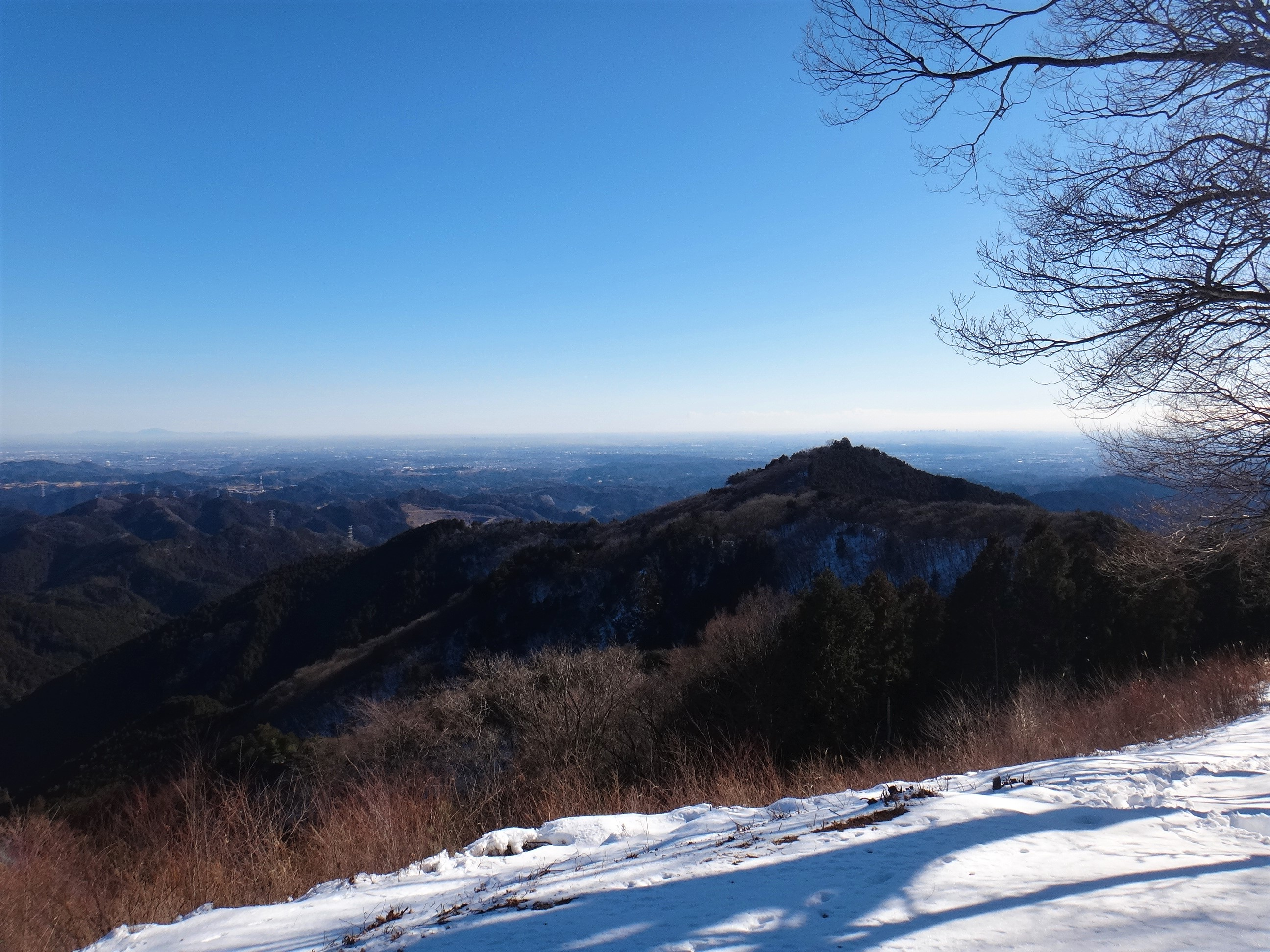
岩茸石山から高水山
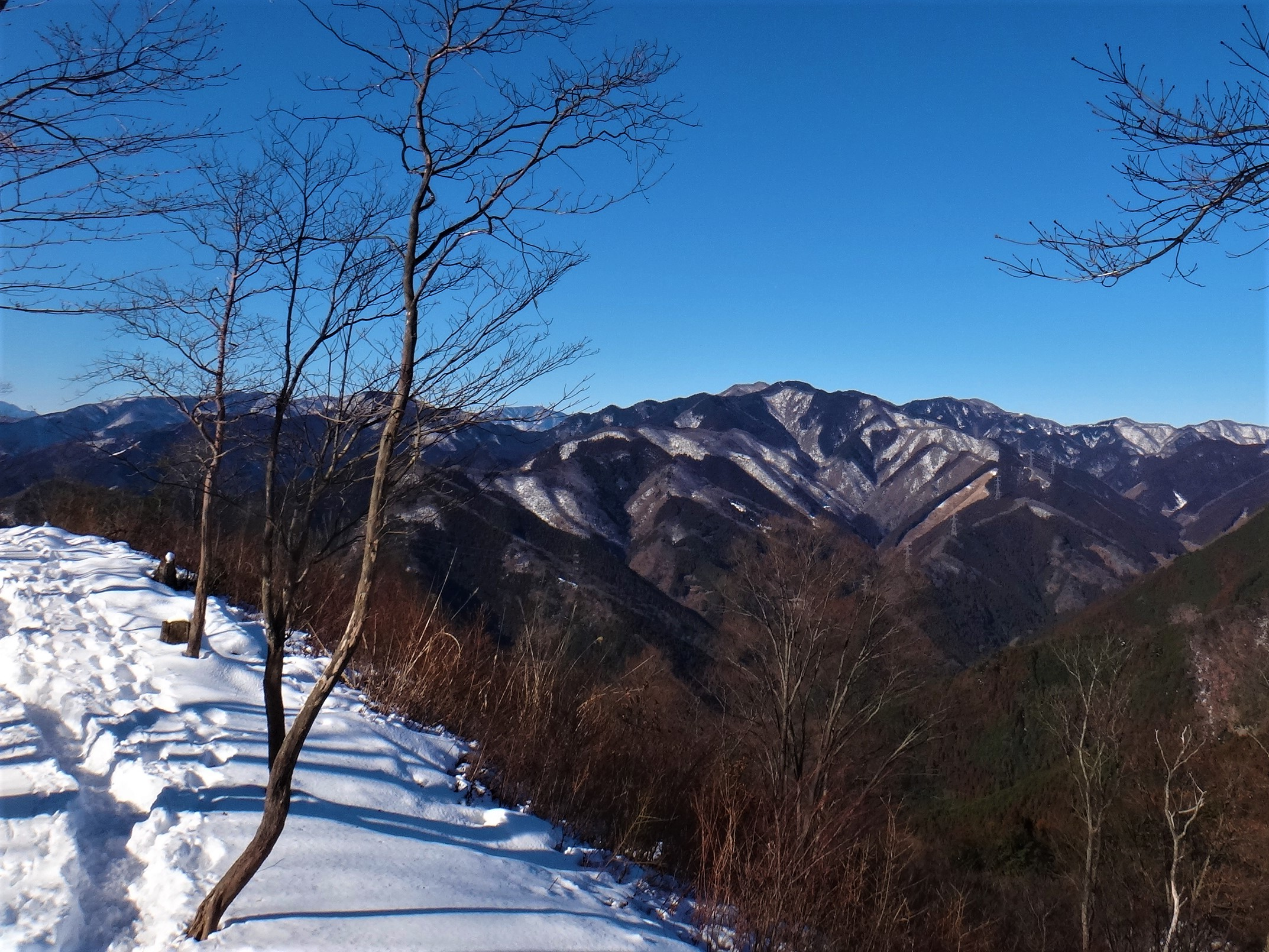
岩茸石山から川苔山
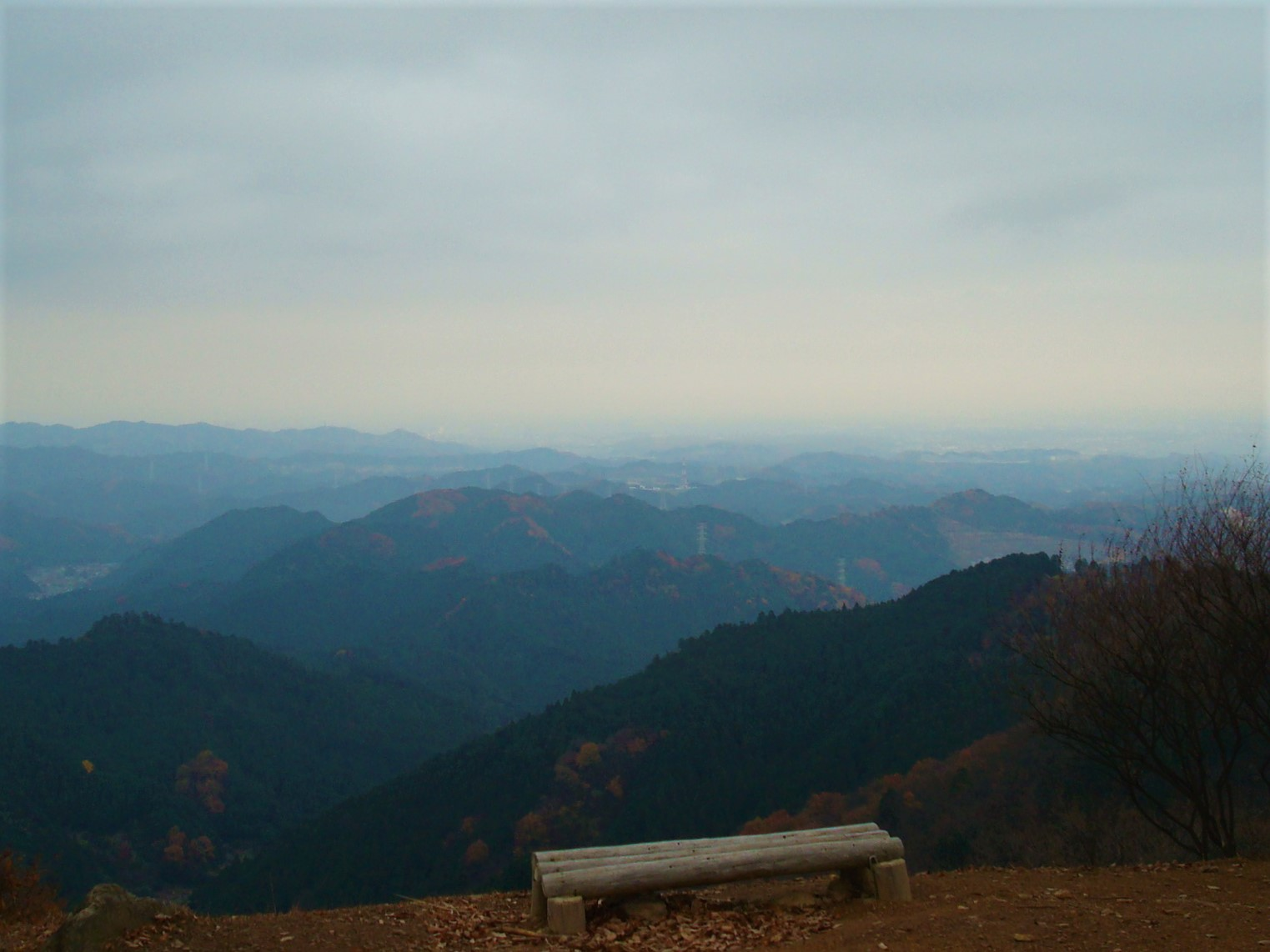
秋の岩茸石山

## アクセス
JR東日本青梅線軍畑駅、沢井駅または御嶽駅が近い。

## 隣接する山
- 棒ノ折山（969m）
- 黒山（842m）
- 馬乗馬場（776m）
- 高水山（759m）- 高水三山
- 惣岳山（756m）- 高水三山